# ラブラブスクールデイズ
ラブラブスクールデイズ（英語：Love Love School Days、ゲーム内でのタイトル表記：LOVE×2 SchoolDays）とはOTL GAMEから開発された恋愛シミュレーション風サバイバルホラーゲームである。
2023年2月6日にWindows版がリリースされ、同年9月14日にNintendo Switch版が発売された。
ゲームの世界から出られなくなった主人公（プレイヤー）がヤンデレの少女「桜咲マキナ」から逃げ切っていくという内容。
本作ではデータをセーブする機能が存在せず、主人公がマキナに捕まるなどすると徐々にデータを壊され、全壊するとゲームは終了する。ゲームを再開しても小道具や進行状況はセーブされないため、すべて毎回リセットされる。マキナを避けるために逃げたり隠れたりするのみでなく、小道具を使ってマキナの行動を一時的に止めたり妨害したりすることもできる。
なお、本作のエンディングは15種類(隠しエンディング1種類を含む)(Switch版発売以前は8種)存在する。